# فرشته‌ماهیان دودی
فرشته‌ماهیان دودی (نام علمی: Apolemichthys) نام یک سرده از خانواده فرشته‌ماهیان است.